# Agatharchides
Agatharchides (Ἀγαθαρχίδης of ook Agatharchus (Ἀγάθαρχος)) van Cnidus was een Griekse geograaf die leefde in de 2de eeuw v.Chr.

## Biografie
Doordat men gelooft dat hij geboren is in Cnidus kreeg hij de toevoeging 'van Cnidus'. 
Er is weinig bekend over zijn leven. 
Photius I van Constantinopel omschrijft hem als een assistent van Heraclides Lembus. 
Uit passages van zijn boek "Over de Rode Zee", waarin politieke opmerkingen en stukken uit officiële documenten staan, kan men afleiden dat hij een politiek figuur was met enige invloed. 
Vermoedelijk was hij ook de voogd van een zoon van Ptolemaeus VIII Euergetes II.

## Erkentelijkheid
De krater Agatharchides op de Maan is naar hem genoemd.